# Briefe von Felix (Zeichentrickserie)
Briefe von Felix – Ein Hase auf Weltreise ist eine 52-teilige deutsche Zeichentrickserie, die von 2000 bis 2006 produziert wurde. Die Geschichten basieren auf dem gleichnamigen Kinderbuch von Annette Langen. Außerdem gibt es 2 Spielfilme zu der Serie.

## Inhalt
Der lebendige Kuschelhase Felix geht mit seiner Familie auf den Jahrmarkt. Als er diese aus einer abstürzenden Gondel im Riesenrad rettet, geht er verloren. Er möchte zurück zu seiner Familie nach Münster und macht sich so auf diesem Weg dorthin. Dabei landet er in sämtlichen Ländern der Erde. Die Abenteuer, die er dort erlebt, schildert er seiner menschlichen Freundin Sophie in Briefen.

## Synchronsprecher
Die deutsche Synchronfassung entstand bei der Synchron 80 GmbH unter der Regie von Reinhard Brock, der auch für das Dialogbuch verantwortlich war.
| Rolle          | Originalsprecher (deutsch)  | Englischer Sprecher               |
| -------------- | --------------------------- | --------------------------------- |
| Felix          | Patrick Flecken (26 Folgen) | Anne Alexander-Sieder (26 Folgen) |
| Sophie         | unbekannt                   | Anika Julien                      |
| Vater          | Jean-Luc Julien (26 Folgen) | Jean-Luc Julien (3 Folgen)        |
| diverse Rollen | Gerhard Jilka               | John Julian                       |

## Ausstrahlung
Die Deutsche Erstausstrahlung war am 2. April 2002 auf KI.KA, die österreichische Erstausstrahlung war am 4. Januar 2003 auf ORF 1 und die Erstausstrahlung in der Schweiz erfolgte am 9. Januar 2003 auf SF 1. Außerdem wurde die Serie auf dem ZDF, auf Premiere Film, Sky Comedy und SF zwei ausgestrahlt.

### Filmfassungen
Es gibt zwei Spielfilme von Briefe von Felix, die jeweils 80 Minuten dauern.

#### Felix – Ein Hase auf Weltreise
Felix, Sophie und ihre Familie machen Zelturlaub. Doch sie sind in einen Elfenring geraten, weshalb sie von einem Riesentroll mit einem Steinschlag überrascht werden. Sie müssen sofort wieder nach Hause aufbrechen, doch sie vergessen Felix, der zwar versucht, möglichst schnell nachzukommen, aber ein Poltergeist will dies zuerst verhindern.

#### Felix – Der Hase und die verflixte Zeitmaschine
Dieses Mal geht Felix im Museum verloren. Ein Professor hat dort eine Zeitmaschine entwickelt. Zusammen mit einem Mammut und einer Schildkröte reist Felix durch die Zeit in die Vergangenheit.